# Pannuccio dal Bagno Pisano
(Pannuccio dal Bagno Pisano, " Piggiore stimo che morso di capra")
Pannuccio dal Bagno Pisano (1230-35 circa – prima del 1276) è stato un poeta italiano, discendente da una nobile famiglia probabilmente originaria dei Bagni di San Giuliano, esponente della poesia cortese toscana del XIII secolo, e seguace del poeta Guittone d'Arezzo.
Nacque intorno al 1234 e fiorì a Pisa intorno al 1250.
Non conosciamo con certezza la data di morte di Pannuccio, ma è noto che egli fosse già morto nel 1276.

## Stile
Per quanto riguarda la corrente letteraria, Pannuccio rientra tra gli epigoni di Guittone d'Arezzo. Dal maestro è probabile che abbia sviluppato l'idea di collegare gli incipit dei suoi componimenti e di sistemarli in una raccolta organica.

## Opere
Una delle rime più famose di Pannuccio è senza dubbio Sovrapiagente mia gioia gioiosa. In questo sonetto (schema metrico: ABABABAB; CDE, CDE) Pannuccio interiorizza il motivo dell'amante e dell'amata che aveva caratterizzato la tradizione precedente assimilando la figura della donna a quella del porto, un luogo sicuro dai travagli e dalle bufere del mare della vita. Il poeta prosegue dichiarando il suo amore totale per la donna: afferma di averle donato la sua stessa essenza, la sua stessa vita e che a lui oramai non è rimasto altro che il desiderio e l'amore per lei.
Da questo punto di vista Pannuccio ripropone un tema tradizionale che sarà poi oggetto di interesse di Dante nella Vita nuova:  la dipendenza totale dell'amante nei confronti dell'amata. Da un punto di vista stilistico questo tema si riflette in particolar modo nel polisindeto e nell'anafora della congiunzione <<e>> che sottolinea la trepidazione e l'angoscioso desiderio dell'uomo.

### Altre opere poetiche
- Poi contra voglia dir pena convene
- La dolorosa noia
- Magna medela a grave e perigliosa
- Lasso di far più verso
- Madonna, vostr'altero plagimento
- Di sì alta valenz'a signoria
- Sì dilettosa gioia
- La dolorosa e mia grave doglienza
- Considerando la vera partenza
- Dolorosa doglienza in dir m'adduce
- Vero è che stato son manta stagione
- Di dir già più non celo
- Poi che mia voglia varca
- Lasso, sovente - sent'e' - che natura
- Se quei che regna e 'n segnoria empera
- Dolendo, amico, di gravosa pena
- Rapresentando a canoscenza vostra
- Preg'a chi dorme ch'oramai si svegli
- Piggiore stimo che morso di capra
- Sovrapiagente mia gioia gioiosa
- Amor s'ha il mio voler miso di sovra
- Non posso proferir quant' ho voglienza